# Mistrovství České republiky v orientačním běhu 2019
27. ročník Mistrovství České republiky v orientačním běhu 2019 proběhlo standardně ve čtyřech individuálních a třech týmových disciplínách.

## Mistrovství ČR v nočním OB
Noční šampionát proběhl za velmi chladného počasí (občas proletoval sníh, chvíli pršelo) ve středně členitém podhorském terénu s řadou terénních tvarů, s hustou sítí komunikací, proměnlivou průběžností porostů a nepravidelnými mýtinami po těžbě kůrovcem zasažených stromů. Celkem 500 závodníků bojovalo na hezkých tratích, v hlavních kategoriích však bez reprezentantů (nominační závody v Norsku).
| Datum závodu   | 13. 4. 2019      |  | Místo konání    | Boháňka - Skála • aréna |  | Pořadatel       | OK Slávie Hradec Králové                       |
| Ředitel závodu | Karel Toužil     |  | Hlavní rozhodčí | Jan Netuka              |  | Stavitelé tratí | Michal Jedlička                                |
| Název mapy     | Vřešťovský chlum |  | Web závodu      | www                     |  | Výsledky závodu | https://oris.orientacnisporty.cz/Zavod?id=4294 |

| Zkrácené výsledky             | Zkrácené výsledky       | Zkrácené výsledky       | Zkrácené výsledky       | Zkrácené výsledky       | Zkrácené výsledky | Zkrácené výsledky       | Zkrácené výsledky        | Zkrácené výsledky       | Zkrácené výsledky       |
| Pořadí                        | H21 – muži              | H21 – muži              | H21 – muži              | H21 – muži              | Pořadí            | D21 – ženy              | D21 – ženy               | D21 – ženy              | D21 – ženy              |
| ----------------------------- | ----------------------- | ----------------------- | ----------------------- | ----------------------- | ----------------- | ----------------------- | ------------------------ | ----------------------- | ----------------------- |
| Zlatá medaile                 | Jan Petržela            | OK 99 Hradec Králové    | 1:12:43                 |                         | Zlatá medaile     | Petra Aschermannová     | OK Kamenice              | 1:03:40                 |                         |
| Stříbrná medaile              | Radek Nožka             | OK Lokomotiva Pardubice | 1:14:42                 | +1:59                   | Stříbrná medaile  | Karolína Teplá          | OK Slavia Hradec Králové | 1:05:23                 | +1:43                   |
| Bronzová medaile              | Jan Procházka           | SK Praga                | 1:18:06                 | +5:23                   | Bronzová medaile  | Tereza Odehnalová       | SK Žabovřesky Brno       | 1:05:28                 | +1:48                   |
| 4                             | Matěj Kamenický         | OK Lokomotiva Pardubice | 1:19:11                 | +6:28                   | 4                 | Barbora Šiková          | OK Lokomotiva Plzeň      | 1:10:12                 | +6:32                   |
| 5                             | David Procházka         | OK Lokomotiva Pardubice | 1:20:39                 | +7:56                   | 5                 | Radka Sklenářová        | OOB TJ Slovan Luhačovice | 1:13:03                 | +9:23                   |
| 6                             | Petr Zvěřina            | OK Lokomotiva Pardubice | 1:20:50                 | +8:07                   | 6                 | Karolína Šiková         | OK Lokomotiva Plzeň      | 1:13:14                 | +9:34                   |
| 7                             | Adam Chromý             | KOS TJ Tesla Brno       | 1:21:04                 | +8:21                   | 7                 | Gabriela Šimůnková      | KOB TRETRA Praha         | 1:13:47                 | +10:07                  |
| 8                             | Vít Koštejn             | OK Doksy                | 1:21:37                 | +8:54                   | 8                 | Eva Kabáthová           | SK Žabovřesky Brno       | 1:14:57                 | +11:17                  |
| 9                             | Ladislav Semrád         | K.O.B. Choceň           | 1:22:11                 | +9:28                   | 9                 | Tereza Nováková         | OK Lokomotiva Pardubice  | 1:15:12                 | +11:32                  |
| 10                            | Jan Flašar              | SK Praga                | 1:22:33                 | +9:50                   | 10                | Tereza Korpasová        | KOS TJ Tesla Brno        | 1:17:49                 | +14:09                  |
| Pořadí                        | H20 – junioři           | H20 – junioři           | H20 – junioři           | H20 – junioři           | Pořadí            | D20 – juniorky          | D20 – juniorky           | D20 – juniorky          | D20 – juniorky          |
| Zlatá medaile                 | Tomáš Křivda            | K.O.B. Choceň           | 58:39                   |                         | Zlatá medaile     | Barbora Chaloupská      | OK 99 Hradec Králové     | 44:40                   |                         |
| Stříbrná medaile              | Martin Roudný           | OK Lokomotiva Pardubice | 1:04:35                 | +5:56                   | Stříbrná medaile  | Eliška Sieglová         | SK Praga                 | 48:58                   | +4:18                   |
| Bronzová medaile              | Ondřej Hlaváč           | SK Žabovřesky Brno      | 1:06:20                 | +7:41                   | Bronzová medaile  | Šárka Sokolářová        | OOB TJ Turnov            | 49:38                   | +4:58                   |
| Pořadí                        | H18 – starší dorostenci | H18 – starší dorostenci | H18 – starší dorostenci | H18 – starší dorostenci | Pořadí            | D18 – starší dorostenky | D18 – starší dorostenky  | D18 – starší dorostenky | D18 – starší dorostenky |
| Zlatá medaile                 | Milan Malačka           | Oddíl OB Kotlářka       | 1:01:00                 |                         | Zlatá medaile     | Adéla Vandasová         | OK 99 Hradec Králové     | 39:54                   |                         |
| Stříbrná medaile              | Tomáš Janovský          | SK Praga                | 1:01:40                 | +0:40                   | Stříbrná medaile  | Magdalena Škáchová      | Oddíl OB Kotlářka        | 41:12                   | +1:18                   |
| Bronzová medaile              | Petr Synek              | OK Doksy                | 1:01:51                 | +0:51                   | Bronzová medaile  | Petra Holečková         | OK Slavia Hradec Králové | 42:22                   | +2:28                   |
| Pořadí                        | H16 – mladší dorostenci | H16 – mladší dorostenci | H16 – mladší dorostenci | H16 – mladší dorostenci | Pořadí            | D16 – mladší dorostenky | D16 – mladší dorostenky  | D16 – mladší dorostenky | D16 – mladší dorostenky |
| Zlatá medaile                 | Martin Gajda            | OK Kamenice             | 38:04                   |                         | Zlatá medaile     | Anna Karlová            | OK Jilemnice             | 33:57                   |                         |
| Stříbrná medaile              | Matyáš Štregl           | OOS TJ Spartak Vrchlabí | 38:28                   | +0:24                   | Stříbrná medaile  | Michaela Metelková      | OK 99 Hradec Králové     | 37:09                   | +3:12                   |
| Bronzová medaile              | Jakub Milán             | SK Žabovřesky Brno      | 38:33                   | +0:29                   | Bronzová medaile  | Tereza Fejfarová        | OK Lokomotiva Pardubice  | 38:08                   | +4:11                   |
| << předchozí • následující >> |                         |                         |                         |                         |                   |                         |                          |                         |                         |

Souhrnné informace naleznete v článku Mistrovství České republiky v nočním orientačním běhu.

## Mistrovství ČR ve sprintu
Mistrovství republiky proběhlo za pěkného převážně slunečného počasí v historickém centru Čáslavi, okolních parcích a vilových čtvrtích s cílem na atletickém stadionu Vodranty. Orientačně méně náročné, ale rychlé tratě prověřily přes 1000 závodníků MČR a Veteraniády ČR.
Reportáž ze závodu připravila pro ČT sport Česká televize.
| Datum závodu   | 18. 5. 2019    |  | Místo konání    | Čáslav • aréna |  | Pořadatel       | OK Lokomotiva Pardubice                       |
| Ředitel závodu | Dušan Stránský |  | Hlavní rozhodčí | Adam Zitka     |  | Stavitelé tratí | Petr Fencl, Zbyněk Štěrba                     |
| Název mapy     | Čáslav         |  | Web závodu      | www            |  | Výsledky závodu | http://oris.orientacnisporty.cz/Zavod?id=4299 |

| Zkrácené výsledky             | Zkrácené výsledky           | Zkrácené výsledky                           | Zkrácené výsledky       | Zkrácené výsledky       | Zkrácené výsledky | Zkrácené výsledky            | Zkrácené výsledky           | Zkrácené výsledky       | Zkrácené výsledky       |
| Pořadí                        | H21 – muži                  | H21 – muži                                  | H21 – muži              | H21 – muži              | Pořadí            | D21 – ženy                   | D21 – ženy                  | D21 – ženy              | D21 – ženy              |
| ----------------------------- | --------------------------- | ------------------------------------------- | ----------------------- | ----------------------- | ----------------- | ---------------------------- | --------------------------- | ----------------------- | ----------------------- |
| Zlatá medaile                 | Vojtěch Král                | SK Severka Šumperk                          | 13:05                   |                         | Zlatá medaile     | Adéla Indráková              | SK Žabovřesky Brno          | 14:11                   |                         |
| Stříbrná medaile              | Marek Minář                 | SK Žabovřesky Brno                          | 13:20                   | +0:15                   | Stříbrná medaile  | Denisa Kosová                | OK 99 Hradec Králové        | 14:26                   | +0:15                   |
| Bronzová medaile              | Miloš Nykodým               | SK Žabovřesky Brno                          | 13:22                   | +0:17                   | Bronzová medaile  | Vendula Horčičková           | OOB TJ Slovan Luhačovice    | 14:39                   | +0:28                   |
| 4                             | Otakar Hirš                 | SK Žabovřesky Brno                          | 13:44                   | +0:39                   | 4                 | Tereza Čechová               | OK Kamenice                 | 14:42                   | +0:31                   |
| 5                             | Jakub Glonek                | OK Kamenice                                 | 13:50                   | +0:45                   | 5                 | Anna Štičková                | SK Severka Šumperk          | 15:00                   | +0:49                   |
| 6                             | Tomáš Kubelka               | OK Lokomotiva Pardubice                     | 13:52                   | +0:47                   | 6                 | Adéla Bogarová               | SK Praga                    | 15:13                   | +1:02                   |
| 7                             | Jonáš Hubáček Pavel Brlica  | OOB TJ Slovan Luhačovice SK Žabovřesky Brno | 14:03                   | +0:58                   | 7                 | Barbora Vyhnálková           | OB Říčany                   | 15:36                   | +1:25                   |
|                               |                             |                                             |                         |                         | 8                 | Petra Aschermannová          | OK Kamenice                 | 15:37                   | +1:26                   |
| 9                             | Daniel Vandas               | OK 99 Hradec Králové                        | 14:04                   | +0:59                   | 9                 | Zdenka Kozáková              | KOS TJ Tesla Brno           | 15:39                   | +1:28                   |
| 10                            | Jan Mrázek Daniel Hájek     | Sportcentrum Jičín SK Žabovřesky Brno       | 14:05                   | +1:00                   | 10                | Tereza Novotná               | OK 99 Hradec Králové        | 15:41                   | +1:30                   |
| Pořadí                        | H20 – junioři               | H20 – junioři                               | H20 – junioři           | H20 – junioři           | Pořadí            | D20 – juniorky               | D20 – juniorky              | D20 – juniorky          | D20 – juniorky          |
| Zlatá medaile                 | Vít Horčička                | KOS TJ Tesla Brno                           | 12:40                   |                         | Zlatá medaile     | Tereza Janošíková            | SK Severka Šumperk          | 12:23                   |                         |
| Stříbrná medaile              | Ondřej Hlaváč               | SK Žabovřesky Brno                          | 12:53                   | +0:13                   | Stříbrná medaile  | Anna Kopecká                 | OK Lokomotiva Pardubice     | 13:15                   | +0:52                   |
| Bronzová medaile              | Tomáš Křivda                | K.O.B. Choceň                               | 13:21                   | +0:41                   | Bronzová medaile  | Barbora Chaloupská           | OK 99 Hradec Králové        | 13:17                   | +0:54                   |
| Pořadí                        | H18 – starší dorostenci     | H18 – starší dorostenci                     | H18 – starší dorostenci | H18 – starší dorostenci | Pořadí            | D18 – starší dorostenky      | D18 – starší dorostenky     | D18 – starší dorostenky | D18 – starší dorostenky |
| Zlatá medaile                 | Jan Gajda                   | OK Kamenice                                 | 13:09                   |                         | Zlatá medaile     | Sofie Šafková Lucie Semíková | OK Kamenice                 | 13:56                   |                         |
| Stříbrná medaile              | Sebastian Šafka             | OK Kamenice                                 | 13:31                   | +0:22                   |                   |                              |                             |                         |                         |
| Bronzová medaile              | Tomáš Zalaba Tomáš Janovský | Sportcentrum Jičín SK Praga                 | 13:33                   | +0:24                   | Bronzová medaile  | Kateřina Blažková            | Slovan Jindřichův Hradec    | 14:10                   | +0:14                   |
| Pořadí                        | H16 – mladší dorostenci     | H16 – mladší dorostenci                     | H16 – mladší dorostenci | H16 – mladší dorostenci | Pořadí            | D16 – mladší dorostenky      | D16 – mladší dorostenky     | D16 – mladší dorostenky | D16 – mladší dorostenky |
| Zlatá medaile                 | Jakub Chaloupský            | OK 99 Hradec Králové                        | 11:53                   |                         | Zlatá medaile     | Markéta Mulíčková            | KOB ALFA Brno               | 12:27                   |                         |
| Stříbrná medaile              | Lukáš Vitebský              | OOB TJ Tatran Jablonec n. N.                | 12:07                   | +0:14                   | Stříbrná medaile  | Michaela Metelková           | OK 99 Hradec Králové        | 13:06                   | +0:39                   |
| Bronzová medaile              | Adam Urbánek                | SK Žabovřesky Brno                          | 12:10                   | +0:17                   | Bronzová medaile  | Lea Martanová                | Slavia Liberec orienteering | 13:10                   | +0:43                   |
| << předchozí • následující >> |                             |                                             |                         |                         |                   |                              |                             |                         |                         |

Souhrnné informace naleznete v článku Mistrovství České republiky v orientačním běhu ve sprintu.

## Mistrovství ČR sprintových štafet
Závod proběhl za krásného jarního počasí v prostoru pardubického sídliště Polabiny a luk u řeky Labe. Závod dospělých přenášela v přímém přenosu stanice ČT sport.
| Datum závodu   | 19. 5. 2019 |  | Místo konání    | Pardubice - Polabiny • aréna |  | Pořadatel       | OK Lokomotiva Pardubice                       |
| Ředitel závodu | Karel Haas  |  | Hlavní rozhodčí | Petr Klimpl                  |  | Stavitelé tratí | Zuzana Klimplová, Lukáš Hovorka               |
| Název mapy     | Polabiny 3  |  | Web závodu      | www                          |  | Výsledky závodu | http://oris.orientacnisporty.cz/Zavod?id=3977 |

| Zkrácené výsledky             | Zkrácené výsledky                                                                          | Zkrácené výsledky | Zkrácené výsledky | Zkrácené výsledky | Zkrácené výsledky                                                                       | Zkrácené výsledky | Zkrácené výsledky | Zkrácené výsledky | Zkrácené výsledky |
| Pořadí                        | DH21 – dospělí                                                                             | DH21 – dospělí    | DH21 – dospělí    | Pořadí            | DH18 – dorost                                                                           | DH18 – dorost     | DH18 – dorost     |                   |                   |
| ----------------------------- | ------------------------------------------------------------------------------------------ | ----------------- | ----------------- | ----------------- | --------------------------------------------------------------------------------------- | ----------------- | ----------------- | ----------------- | ----------------- |
| Zlatá medaile                 | OK 99 Hradec Králové Tereza Novotná Daniel Vandas Jan Petržela Denisa Kosová               | 1:00:49           |                   | Zlatá medaile     | SK Žabovřesky Brno Tamara Miklušová Jakub Milán Jáchym Coufal Markéta Mulíčková         | 1:06:00           |                   |                   |                   |
| Stříbrná medaile              | SK Severka Šumperk Anna Štičková Martin Poklop Vojtěch Král Tereza Janošíková              | 1:01:50           | +1:01             | Stříbrná medaile  | OK Kamenice Sofie Šafková Sebastian Šafka Jan Gajda Lucie Semíková                      | 1:06:07           | +0:07             |                   |                   |
| Bronzová medaile              | SK Žabovřesky Brno Barbora Zháňalová Marek Minář Miloš Nykodým Adéla Indráková             | 1:02:03           | +1:14             | Bronzová medaile  | OK Lokomotiva Pardubice Tereza Fejfarová Šimon Mareček Ondřej Paleček Kateřina Koberová | 1:06:20           | +0:20             |                   |                   |
| 4                             | OOB TJ Slovan Luhačovice Magdalena Hájková Vojtěch Sýkora Jonáš Hubáček Vendula Horčičková | 1:03:20           | +2:31             | 4                 | OK Jilemnice Ema Gottsteinová Tomáš Zalaba Jonáš Gottstein Anna Karlová                 | 1:07:15           | +1:15             |                   |                   |
| 5                             | OK 99 Hradec Králové Markéta Novotná Jan Bendák Pavel Kubát Barbora Chaloupská             | 1:03:26           | +2:37             | 5                 | TJ Jiskra Hořice Vanda Vávrová Vít Štefan Lukáš Link Tereza Chrástová                   | 1:07:17           | +1:17             |                   |                   |
| << předchozí • následující >> |                                                                                            |                   |                   |                   |                                                                                         |                   |                   |                   |                   |

Souhrnné informace naleznete v článku Mistrovství České republiky v orientačním běhu sprintových štafet.

## Mistrovství ČR na krátké trati
Centrum skvěle uspořádaného mistrovství bylo na louce nad obcí Markoušovice u Trutnova. Celkem 1500 závodníků mistrovství a veteraniády zápolilo v sobotní kvalifikaci o co nejlepší pozici v nedělním finále. Kvalitní tratě byly postaveny v náročném kamenitém svahu, v neděli navíc s hustým porostem. Po oba dny panovalo příjemné slunečné počasí.
Reportáž ze závodu připravila pro ČT sport Česká televize.
| Datum závodu   | 22.–23. 6. 2019 |  | Místo konání    | Markoušovice • aréna |  | Pořadatel       | OOB TJ Lokomotiva Trutnov                     |
| Ředitel závodu | Pavel Petržela  |  | Hlavní rozhodčí | Jan Panchártek       |  | Stavitelé tratí | Jan Petržela                                  |
| Název mapy     | Kozí kameny     |  | Web závodu      | www                  |  | Výsledky závodu | http://oris.orientacnisporty.cz/Zavod?id=4305 |

| Zkrácené výsledky             | Zkrácené výsledky       | Zkrácené výsledky        | Zkrácené výsledky       | Zkrácené výsledky       | Zkrácené výsledky | Zkrácené výsledky       | Zkrácené výsledky        | Zkrácené výsledky       | Zkrácené výsledky       |
| Pořadí                        | H21 – muži              | H21 – muži               | H21 – muži              | H21 – muži              | Pořadí            | D21 – ženy              | D21 – ženy               | D21 – ženy              | D21 – ženy              |
| ----------------------------- | ----------------------- | ------------------------ | ----------------------- | ----------------------- | ----------------- | ----------------------- | ------------------------ | ----------------------- | ----------------------- |
| Zlatá medaile                 | Vojtěch Král            | SK Severka Šumperk       | 37:40                   |                         | Zlatá medaile     | Denisa Kosová           | OK 99 Hradec Králové     | 32:54                   |                         |
| Stříbrná medaile              | Miloš Nykodým           | SK Žabovřesky Brno       | 37:45                   | +0:05                   | Stříbrná medaile  | Vendula Horčičková      | OOB TJ Slovan Luhačovice | 34:05                   | +1:11                   |
| Bronzová medaile              | Marek Minář             | SK Žabovřesky Brno       | 37:54                   | +0:14                   | Bronzová medaile  | Monika Doležalová       | OK Kamenice              | 35:05                   | +2:11                   |
| 4                             | Tomáš Kubelka           | OK Lokomotiva Pardubice  | 38:27                   | +0:47                   | 4                 | Lenka Mechlová          | OK Slavia Hradec Králové | 36:15                   | +3:21                   |
| 5                             | Jonáš Hubáček           | OOB TJ Slovan Luhačovice | 40:24                   | +2:44                   | 5                 | Petra Aschermannová     | OK Kamenice              | 36:58                   | +4:04                   |
| 6                             | Baptiste Rollier        | OK 99 Hradec Králové     | 40:27                   | +2:47                   | 6                 | Zuzana Jedličková       | OK Slavia Hradec Králové | 37:06                   | +4:12                   |
| 7                             | Jan Procházka           | SK Praga                 | 40:59                   | +3:19                   | 7                 | Tereza Čechová          | OK Kamenice              | 38:13                   | +5:19                   |
| 8                             | Daniel Hájek            | SK Žabovřesky Brno       | 41:12                   | +3:32                   | 8                 | Natalia Hiklová         | SK Žabovřesky Brno       | 38:17                   | +5:23                   |
| 9                             | Pavel Kubát             | OK 99 Hradec Králové     | 41:13                   | +3:33                   | 9                 | Karolína Teplá          | OK Slavia Hradec Králové | 38:30                   | +5:36                   |
| 10                            | Daniel Wolf             | OOB TJ Turnov            | 42:00                   | +4:20                   | 10                | Barbora Vyhnálková      | OB Říčany                | 39:03                   | +6:09                   |
| Pořadí                        | H20 – junioři           | H20 – junioři            | H20 – junioři           | H20 – junioři           | Pořadí            | D20 – juniorky          | D20 – juniorky           | D20 – juniorky          | D20 – juniorky          |
| Zlatá medaile                 | Tomáš Křivda            | K.O.B. Choceň            | 23:26                   |                         | Zlatá medaile     | Eliška Sieglová         | SK Praga                 | 27:26                   |                         |
| Stříbrná medaile              | Vít Horčička            | KOS TJ Tesla Brno        | 25:33                   | +2:07                   | Stříbrná medaile  | Barbora Chaloupská      | OK 99 Hradec Králové     | 27:57                   | +0:31                   |
| Bronzová medaile              | Jan Rusin               | OK Lokomotiva Pardubice  | 26:08                   | +2:42                   | Bronzová medaile  | Jana Peterová           | OK Lokomotiva Pardubice  | 29:07                   | +1:41                   |
| Pořadí                        | H18 – starší dorostenci | H18 – starší dorostenci  | H18 – starší dorostenci | H18 – starší dorostenci | Pořadí            | D18 – starší dorostenky | D18 – starší dorostenky  | D18 – starší dorostenky | D18 – starší dorostenky |
| Zlatá medaile                 | Lukáš Richtr            | KOS Slavia Plzeň         | 24:16                   |                         | Zlatá medaile     | Anežka Hlaváčová        | KOS TJ Tesla Brno        | 29:08                   |                         |
| Stříbrná medaile              | Kryštof Hájek           | OOB TJ Turnov            | 24:26                   | +0:10                   | Stříbrná medaile  | Jana Pekařová           | OOB TJ Turnov            | 29:18                   | +0:10                   |
| Bronzová medaile              | Jonáš Gottstein         | OK Jilemnice             | 24:28                   | +0:12                   | Bronzová medaile  | Petra Holečková         | OK Slavia Hradec Králové | 29:23                   | +0:15                   |
| Pořadí                        | H16 – mladší dorostenci | H16 – mladší dorostenci  | H16 – mladší dorostenci | H16 – mladší dorostenci | Pořadí            | D15 – mladší dorostenky | D15 – mladší dorostenky  | D15 – mladší dorostenky | D15 – mladší dorostenky |
| Zlatá medaile                 | Martin Šimša            | SK Praga                 | 21:41                   |                         | Zlatá medaile     | Anna Karlová            | OK Jilemnice             | 22:10                   |                         |
| Stříbrná medaile              | Hubert Waněk            | OK Lokomotiva Pardubice  | 22:06                   | +0:25                   | Stříbrná medaile  | Markéta Mulíčková       | KOB ALFA Brno            | 24:05                   | +1:55                   |
| Bronzová medaile              | Filip Šauli             | KOS Slavia Plzeň         | 22:49                   | +1:08                   | Bronzová medaile  | Tereza Fejfarová        | OK Lokomotiva Pardubice  | 25:34                   | +3:24                   |
| << předchozí • následující >> |                         |                          |                         |                         |                   |                         |                          |                         |                         |

Souhrnné informace naleznete v článku Mistrovství České republiky v orientačním běhu na krátké trati.

## Mistrovství ČR na klasické trati
Sobotní kvalifikace i nedělní finále proběhlo za teplého slunečného počasí v jižní části Jizerských hor. Spolu s Veteraniádou a veřejným závodem se závodů účastnilo více než 1500 závodníků. Pěkné, ale velmi náročné kopcovité tratě byly až zbytečně dlouhé a výsledné časy u mnoha kategorií překročily směrné časy.
Reportáž ze závodu připravila pro ČT sport Česká televize.
| Datum závodu   | 21.–22. 9. 2019   |  | Místo konání    | Bedřichov (okres Jablonec nad Nisou) • aréna |  | Pořadatel       | OOB TJ Tatran Jablonec n. N.                  |
| Ředitel závodu | Zdeněk Zuzánek    |  | Hlavní rozhodčí | Martin Posselt                               |  | Stavitelé tratí | Dušan Novotný (s), Jan Picek (f)              |
| Název mapy     | Maliník - Bručoun |  | Web závodu      | https://mcr2019.tatran.org/                  |  | Výsledky závodu | http://oris.orientacnisporty.cz/Zavod?id=4306 |

| Zkrácené výsledky             | Zkrácené výsledky       | Zkrácené výsledky        | Zkrácené výsledky       | Zkrácené výsledky       | Zkrácené výsledky | Zkrácené výsledky       | Zkrácené výsledky        | Zkrácené výsledky       | Zkrácené výsledky       |
| Pořadí                        | H21 – muži              | H21 – muži               | H21 – muži              | H21 – muži              | Pořadí            | D21 – ženy              | D21 – ženy               | D21 – ženy              | D21 – ženy              |
| ----------------------------- | ----------------------- | ------------------------ | ----------------------- | ----------------------- | ----------------- | ----------------------- | ------------------------ | ----------------------- | ----------------------- |
| Zlatá medaile                 | Vojtěch Král            | SK Severka Šumperk       | 1:46:28                 |                         | Zlatá medaile     | Denisa Kosová           | OK 99 Hradec Králové     | 1:27:31                 |                         |
| Stříbrná medaile              | Pavel Kubát             | OK 99 Hradec Králové     | 1:49:43                 | +3:15                   | Stříbrná medaile  | Adéla Indráková         | SK Žabovřesky Brno       | 1:30:55                 | +3:24                   |
| Bronzová medaile              | Miloš Nykodým           | SK Žabovřesky Brno       | 1:50:53                 | +4:25                   | Bronzová medaile  | Vendula Horčičková      | OOB TJ Slovan Luhačovice | 1:31:45                 | +4:14                   |
| 4                             | Tomáš Kubelka           | OK Lokomotiva Pardubice  | 1:53:52                 | +7:24                   | 4                 | Anna Štičková           | SK Severka Šumperk       | 1:34:19                 | +6:48                   |
| 5                             | Jonáš Hubáček           | OOB TJ Slovan Luhačovice | 1:57:31                 | +11:03                  | 5                 | Zdenka Kozáková         | KOS TJ Tesla Brno        | 1:35:33                 | +8:02                   |
| 6                             | Marek Minář             | SK Žabovřesky Brno       | 2:00:40                 | +14:12                  | 6                 | Tereza Odehnalová       | SK Žabovřesky Brno       | 1:37:23                 | +9:52                   |
| 7                             | Jan Schulhof            | OOB TJ Turnov            | 2:01:48                 | +15:20                  | 7                 | Hanna Wisniewska        | K.O.B. Choceň            | 1:37:32                 | +10:01                  |
| 8                             | Daniel Hájek            | SK Žabovřesky Brno       | 2:02:30                 | +16:02                  | 8                 | Petra Landovská         | OK Kamenice              | 1:39:35                 | +12:04                  |
| 9                             | František Kolovský      | OK Lokomotiva Plzeň      | 2:04:16                 | +17:48                  | 9                 | Tereza Čechová          | OK Kamenice              | 1:41:03                 | +13:32                  |
| 10                            | Jan Petržela            | OK 99 Hradec Králové     | 2:05:58                 | +19:30                  | 10                | Adéla Bogarová          | SK Praga                 | 1:41:07                 | +13:36                  |
| Pořadí                        | H20 – junioři           | H20 – junioři            | H20 – junioři           | H20 – junioři           | Pořadí            | D20 – juniorky          | D20 – juniorky           | D20 – juniorky          | D20 – juniorky          |
| Zlatá medaile                 | Tomáš Křivda            | K.O.B. Choceň            | 1:26:12                 |                         | Zlatá medaile     | Tereza Janošíkova       | SK Severka Šumperk       | 1:02:02                 |                         |
| Stříbrná medaile              | Vít Horčička            | KOS TJ Tesla Brno        | 1:29:40                 | +3:28                   | Stříbrná medaile  | Barbora Chaloupská      | OK 99 Hradec Králové     | 1:08:57                 | +6:55                   |
| Bronzová medaile              | Jonáš Fencl             | OK Lokomotiva Pardubice  | 1:29:59                 | +3:47                   | Bronzová medaile  | Jana Peterová           | OK Lokomotiva Pardubice  | 1:11:12                 | +9:10                   |
| Pořadí                        | H18 – starší dorostenci | H18 – starší dorostenci  | H18 – starší dorostenci | H18 – starší dorostenci | Pořadí            | D18 – starší dorostenky | D18 – starší dorostenky  | D18 – starší dorostenky | D18 – starší dorostenky |
| Zlatá medaile                 | Ondřej Metelka          | OK 99 Hradec Králové     | 1:18:01                 |                         | Zlatá medaile     | Adéla Vandasová         | OK 99 Hradec Králové     | 1:02:39                 |                         |
| Stříbrná medaile              | Jan Gajda               | OK Kamenice              | 1:18:13                 | +0:12                   | Stříbrná medaile  | Michaela Dittrichová    | KOB Směr Kroměříž        | 1:02:59                 | +0:20                   |
| Bronzová medaile              | Lukáš Richtr            | KOS Slavia Plzeň         | 1:20:23                 | +2:22                   | Bronzová medaile  | Tamara Miklušová        | SK Žabovřesky Brno       | 1:03:38                 | +0:59                   |
| Pořadí                        | H16 – mladší dorostenci | H16 – mladší dorostenci  | H16 – mladší dorostenci | H16 – mladší dorostenci | Pořadí            | D16 – mladší dorostenky | D16 – mladší dorostenky  | D16 – mladší dorostenky | D16 – mladší dorostenky |
| Zlatá medaile                 | Jakub Chaloupský        | OK 99 Hradec Králové     | 54:15                   |                         | Zlatá medaile     | Markéta Mulíčková       | KOB ALFA Brno            | 44:37                   |                         |
| Stříbrná medaile              | Martin Šimša            | SK Praga                 | 58:50                   | +4:35                   | Stříbrná medaile  | Anna Karlová            | OK Jilemnice             | 46:53                   | +2:16                   |
| Bronzová medaile              | Vít Čech                | Orientační Běh Opava     | 1:00:07                 | +5:52                   | Bronzová medaile  | Lucie Dittrichová       | KOB Směr Kroměříž        | 49:52                   | +5:15                   |
| << předchozí • následující >> |                         |                          |                         |                         |                   |                         |                          |                         |                         |

Souhrnné informace naleznete v článku Mistrovství České republiky v orientačním běhu na klasické trati.

## Mistrovství ČR štafet
Přes 600 štafet mistrovství, Veteraniády a veřejného závodu závodilo za chladného počasí na rychlých tratích v přírodním parku Horní Střela.
Reportáž ze závodu natočila Česká televize pro ČT sport.
| Datum závodu   | 5. 10. 2019     |  | Místo konání    | Tis u Blatna • aréna |  | Pořadatel       | SK Praga                                      |
| Ředitel závodu | Tomáš Landovský |  | Hlavní rozhodčí | Ondřej Sysel         |  | Stavitelé tratí | Jakub Veselý                                  |
| Název mapy     | Blatenský svah  |  | Web závodu      | www                  |  | Výsledky závodu | http://oris.orientacnisporty.cz/Zavod?id=4308 |

| Zkrácené výsledky             | Zkrácené výsledky                                                 | Zkrácené výsledky | Zkrácené výsledky | Zkrácené výsledky | Zkrácené výsledky                                                               | Zkrácené výsledky | Zkrácené výsledky | Zkrácené výsledky | Zkrácené výsledky |
| Pořadí                        | H21 – muži                                                        | H21 – muži        | H21 – muži        | Pořadí            | D21 – ženy                                                                      | D21 – ženy        | D21 – ženy        |                   |                   |
| ----------------------------- | ----------------------------------------------------------------- | ----------------- | ----------------- | ----------------- | ------------------------------------------------------------------------------- | ----------------- | ----------------- | ----------------- | ----------------- |
| Zlatá medaile                 | SK Žabovřesky Brno Daniel Hájek Miloš Nykodým Marek Minář         | 2:03:58           |                   | Zlatá medaile     | OK 99 Hradec Králové Tereza Novotná Barbora Chaloupská Denisa Kosová            | 1:52:42           |                   |                   |                   |
| Stříbrná medaile              | OK 99 Hradec Králové Daniel Vandas Jan Petržela Pavel Kubát       | 2:05:43           | +1:45             | Stříbrná medaile  | OK Kamenice Monika Doležalová Petra Landovská Tereza Čechová                    | 1:54:08           | +1:26             |                   |                   |
| Bronzová medaile              | SK Severka Šumperk Martin Poklop Marek Schuster Vojtěch Král      | 2:09:28           | +5:30             | Bronzová medaile  | OOB TJ Slovan Luhačovice Magdalena Hájková Martina Jirčáková Vendula Horčičková | 1:54:38           | +1:56             |                   |                   |
| 4                             | OK Lokomotiva Pardubice Matěj Kamenický Radek Nožka Tomáš Kubelka | 2:13:03           | +9:05             | 4                 | SK Praga Eliška Sieglová Adéla Bogarová Martina Matějů                          | 1:56:47           | +4:05             |                   |                   |
| 5                             | KOS TJ Tesla Brno Vít Horčička Adam Chromý Petr Horvát            | 2:16:06           | +12:08            | 5                 | SK Severka Šumperk Lenka Poklopová Anna Štičková Tereza Janošíkova              | 1:56:51           | +4:09             |                   |                   |
| Pořadí                        | H18 – dorostenci                                                  | H18 – dorostenci  | H18 – dorostenci  | Pořadí            | D18 – dorostenky                                                                | D18 – dorostenky  | D18 – dorostenky  |                   |                   |
| Zlatá medaile                 | SK Žabovřesky Brno Daniel Pompura Jakub Milán Jáchym Coufal       | 1:54:22           |                   | Zlatá medaile     | OK Kamenice Karolína Bejvlová Sofie Šafková Lucie Semíková                      | 1:44:41           |                   |                   |                   |
| Stříbrná medaile              | OK Kamenice Martin Gajda Sebastian Šafka Jan Gajda                | 1:56:14           | +1:52             | Stříbrná medaile  | OK 99 Hradec Králové Michaela Metelková Tereza Kosová Adéla Vandasová           | 1:44:42           | +0:01             |                   |                   |
| Bronzová medaile              | KOS Slavia Plzeň Radim Tokár Ladislav Čepička Lukáš Richtr        | 1:57:21           | +2:59             | Bronzová medaile  | OOB TJ Turnov Elin Martanová Anna Kochová Jana Pekařová                         | 1:47:45           | +3:04             |                   |                   |
| << předchozí • následující >> |                                                                   |                   |                   |                   |                                                                                 |                   |                   |                   |                   |

Souhrnné informace naleznete v článku Mistrovství České republiky v orientačním běhu štafet.

## Mistrovství ČR klubů a oblastních výběrů
Více než 300 smíšených štafet (celkem téměř 2000 závodníků) bojovalo o mistrovské tituly za polojasného chladného počasí. Pořadí na úsecích se stále měnilo díky rychlým tratím v dobře průběžném, mírně kopcovitém lese s mnoha terénními a situačními detaily.
Reportáž ze závodu natočila Česká televize pro ČT sport.
| Datum závodu   | 6. 10. 2019     |  | Místo konání    | Tis u Blatna • aréna |  | Pořadatel       | SK Praga                                      |
| Ředitel závodu | Tomáš Landovský |  | Hlavní rozhodčí | Jan Procházka        |  | Stavitelé tratí | Pavel Procházka                               |
| Název mapy     | U sv. Jiljí     |  | Web závodu      | www                  |  | Výsledky závodu | http://oris.orientacnisporty.cz/Zavod?id=4309 |

| Zkrácené výsledky             | Zkrácené výsledky | Zkrácené výsledky | Zkrácené výsledky | Zkrácené výsledky | Zkrácené výsledky | Zkrácené výsledky | Zkrácené výsledky | Zkrácené výsledky | Zkrácené výsledky |
| Pořadí                        | DH21 - dospělí | DH21 - dospělí    | DH21 - dospělí    | Pořadí            | DH18 - dorost | DH18 - dorost     | DH18 - dorost     |                   |                   |
| ----------------------------- | --- | ----------------- | ----------------- | ----------------- | --- | ----------------- | ----------------- | ----------------- | ----------------- |
| Zlatá medaile                 | OK 99 Hradec Králové Daniel Vandas Tereza Novotná Pavel Kubát Barbora Chaloupská Baptiste Rollier Denisa Kosová Jan Petržela              | 4:37:48           |                   | Zlatá medaile     | OK Dobříš Ondřej Janda Sofie Šafková Jan Gajda Karolína Bejvlová Martin Gajda Lucie Semíková Sebastian Šafka               | 4:22:22           |                   |                   |                   |
| Stříbrná medaile              | SK Žabovřesky Brno Ondřej Hlaváč Natalia Hiklová Miloš Nykodým Johanka Šimková Daniel Hájek Tereza Odehnalová Marek Minář                 | 4:39:59           | +2:11             | Stříbrná medaile  | SK Žabovřesky Brno Daniel Pompura Tamara Miklušová Adam Jonáš Emma Bednaříková Jakub Milán Markéta Mulíčková Jáchym Coufal | 4:23:06           | +0:44             |                   |                   |
| Bronzová medaile              | OOB TJ Slovan Luhačovice Štěpán Mudrák Magdalena Hájková Jonáš Hubáček Martina Jirčáková Matěj Klusáček Vendula Horčičková Vojtěch Sýkora | 4:41:09           | +3:21             | Bronzová medaile  | KOS Slavia Plzeň Radim Tokár Kateřina Černá Lukáš Richtr Kateřina Šauli Ladislav Čepička Kamila Richtrová Šimon Kurz       | 4:25:48           | +3:26             |                   |                   |
| 4                             | OK Lokomotiva Pardubice Matěj Kamenický Pavla Udržalová Tomáš Kubelka Jana Peterová Martin Roudný Iveta Šístková Radek Nožka              | 4:44:55           | +7:07             | 4                 | Oddíl OB Kotlářka Antonín Švarc Eliška Poborská Milan Malačka Dorotea Tichá Vít Škácha Magdalena Škáchová Jan Nechanický   | 4:30:58           | +8:36             |                   |                   |
| 5                             | SK Praga Jan Flašar Eliška Sieglová Jan Procházka Martina Matějů Martin Jonáš Adéla Bogarová Šimon Navrátil                               | 4:54:45           | +16:57            | 5                 | OOB TJ Turnov Vojtěch Zabořil Elin Martanová Kryštof Hájek Anna Kochová Matyáš Štrégl Jana Pekařová Jonáš Mellan           | 4:31:25           | +9:03             |                   |                   |
| << předchozí • následující >> | |                   |                   |                   | |                   |                   |                   |                   |

Souhrnné informace naleznete v článku Mistrovství České republiky v orientačním běhu klubů a oblastních výběrů.